# Càl·lies de Siracusa
Càl·lies de Siracusa o Càl·lias de Siracusa en llatí: Callias, en grec antic: Καλλίας va ser un historiador grec que va escriure una gran obra sobre la història de Sicília. Va viure després de l'historiador Filist i abans de Timeu, i era contemporani del tirà Agàtocles, que va morir abans ell, ja que a la seva obra n'esmenta la mort. L'obra s'anomena τὰ περὶ Ἀγαθοκλέα, o περὶ Ἀγαθοκλέα ἱστορίαι, i en llatí Historia de Rebus Siculis i tracta de la història del regnat d'Agàtocles del 317 aC al 289 aC, repartida en 22 llibres, però només se'n conserven fragments, en citacions d'altres escriptors.
En l'actualitat és difícil avaluar la seva obra ja que ens va arribar massa fragmentària. Diodor de Sicília, al Segle I aC el critica per què, corromput per Agàtocles, hauria embellit la veritat històrica per a plaure al tirà que l'obsequiava amb rics presents.